# 科尔代斯
科尔代斯（法語：Cordesse，法語發音：[kɔʁdɛs]）是法国索恩-卢瓦尔省的一个市镇，属于欧坦区。

## 地理
科尔代斯（47°2'17"N, 4°20'34"E）面积10.52 平方千米，位于法国勃艮第-弗朗什-孔泰大區索恩-卢瓦尔省，该省份为法国中部省份，北起顺时针与科多尔省、汝拉省、安省、罗讷省、卢瓦尔省、阿列省和涅夫勒省接壤。
与科尔代斯接壤的市镇（或旧市镇、城区）包括：巴尔奈、伊戈尔奈。

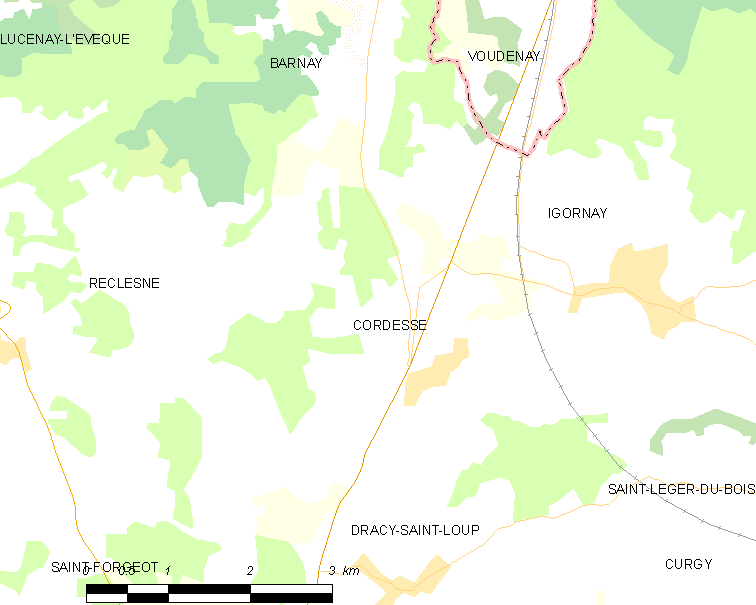
科尔代斯的OSM定位图

科尔代斯的时区为UTC+01:00、UTC+02:00（夏令时）。

## 行政
科尔代斯的邮政编码为71540，INSEE市镇编码为71144。

## 政治
科尔代斯所属的省级选区为欧坦第一县。

## 人口

1962-2008年间科尔代斯人口变化图示

科尔代斯于2022年1月1日时的人口数量为195人。